# 弘前市立岩木小学校
弘前市立岩木小学校（ひろさきしりつ いわきしょうがっこう）は、青森県弘前市五代字前田にある公立小学校。

## 沿革
- 1972年（昭和47年）
  - 4月1日 - 大浦・駒越・鳥井野・岳暘小学校が合併され、岩木町立岩木小学校創立。但し、この時点では、校舎は統合せず、岩木小学校○○校舎として存置。
  - 4月6日 - 第一回入学式を各校舎毎に行った。
- 1974年（昭和49年）
  - 4月1日 - 新校舎落成。全児童を収容し、授業開始。これをもって、実質統合。
  - 7月2日 - 校章制定。
  - 8月28日 - 校舎新築落成記念式典挙行。
  - 11月7日 - 協賛会より、校旗が寄贈された。
- 1975年（昭和50年）
  - 1月22日 - 校歌制定。
  - 8月28日 - プール落成。
- 1978年（昭和53年）8月31日 - 相撲場完成。
- 1982年（昭和57年）8月28日 - 創立十周年記念式典挙行。
- 1991年（平成3年）9月28日 - 台風19号（りんご台風）で甚大な被害が出た。これにより、3日間休校する措置を採った。
- 1992年（平成4年）
  - 4月1日 - 『ことばの教室』開設。
  - 9月4日 - 創立20周年記念式典挙行。
- 1994年（平成6年）7月14日 - 校舎の大規模改修着工。
- 1997年（平成9年）
  - 11月16日 - 創立25周年記念式典と校舎大規模改修完了記念の両式典挙行。
  - 11月30日 - 大規模改修工事が完成。
- 2002年（平成14年）
  - 4月1日 - ひまわり学級（情緒）開級。
  - 日付不明 - 創立三十周年記念式典挙行。祝賀会開催。
  - 11月3日 - 記念誌発行。
- 2006年（平成18年）2月27日 - 岩木町が弘前市に合併し、弘前市立岩木小学校に改称。
- 2018年（平成30年）4月1日 - 百沢小学校を統合[1]。

## 学区
駒越、真土、龍ノ口、鳥井野、如来瀬、兼平、一町田、熊嶋、高屋、賀田全域、八幡、愛宕、鼻和、五代、宮地、新岡、葛原、新法師、横町、高岡。
- 学区は旧岩木町地区（常盤野と百沢の一部を除く）である。
- また、遠方から通学する生徒については、路線バス・タクシー・自転車での通学が認められている。
- 2018年4月からは、百沢小学校の学区も含まれる。

## 交通
- 弘南バス弘前バスターミナル - 賀田線（真土経由）岩木小学校前停留所下車。